# DirecTV Group
DirecTV Group Inc.  est un opérateur de bouquet numérique de télédiffusion satellitaire américain créé en 1994.
La société était cotée en bourse jusqu'à son rachat en 2015 par AT&T avec le code DTV.

## Histoire
Hughes Electronics a été formé en 1985 quand Hughes Aircraft, créé par l'avionneur Howard Hughes, a été vendu par l'institut Howard Hughes Medical Institute à General Motors pour 5,2 milliards de dollars. General Motors a fusionné Hughes Aircraft avec son activité Delco Electronics pour donner naissance à Hughes Electronics.
En 1994, Hughes Electronics crée DirecTV afin de se lancer dans la diffusion d'un bouquet satellitaire aux États-Unis.
En 2000, l'activité de construction de satellites de communication a été rachetée par Boeing.
Le reste de la société a été placé sous contrôle du Fox Entertainment Group quand News Corporation est devenu actionnaire majoritaire de DirecTV Group en décembre 2003.
Il a revendu l'opérateur de satellites de communication PanAmSat en avril 2004.
Le groupe a vendu la totalité du fournisseur d'accès Internet par satellite Hughes Network Systems à SkyTerra Communications en janvier 2006.
Fin février 2008, après l'obtention des autorisations nécessaires, News Corporation a échangé la totalité de sa participation dans la société contre une partie de ses propres actions détenues par Liberty Media.
En 2015 AT&T rachète DirecTV Group pour 49 milliards USD.

## Activités

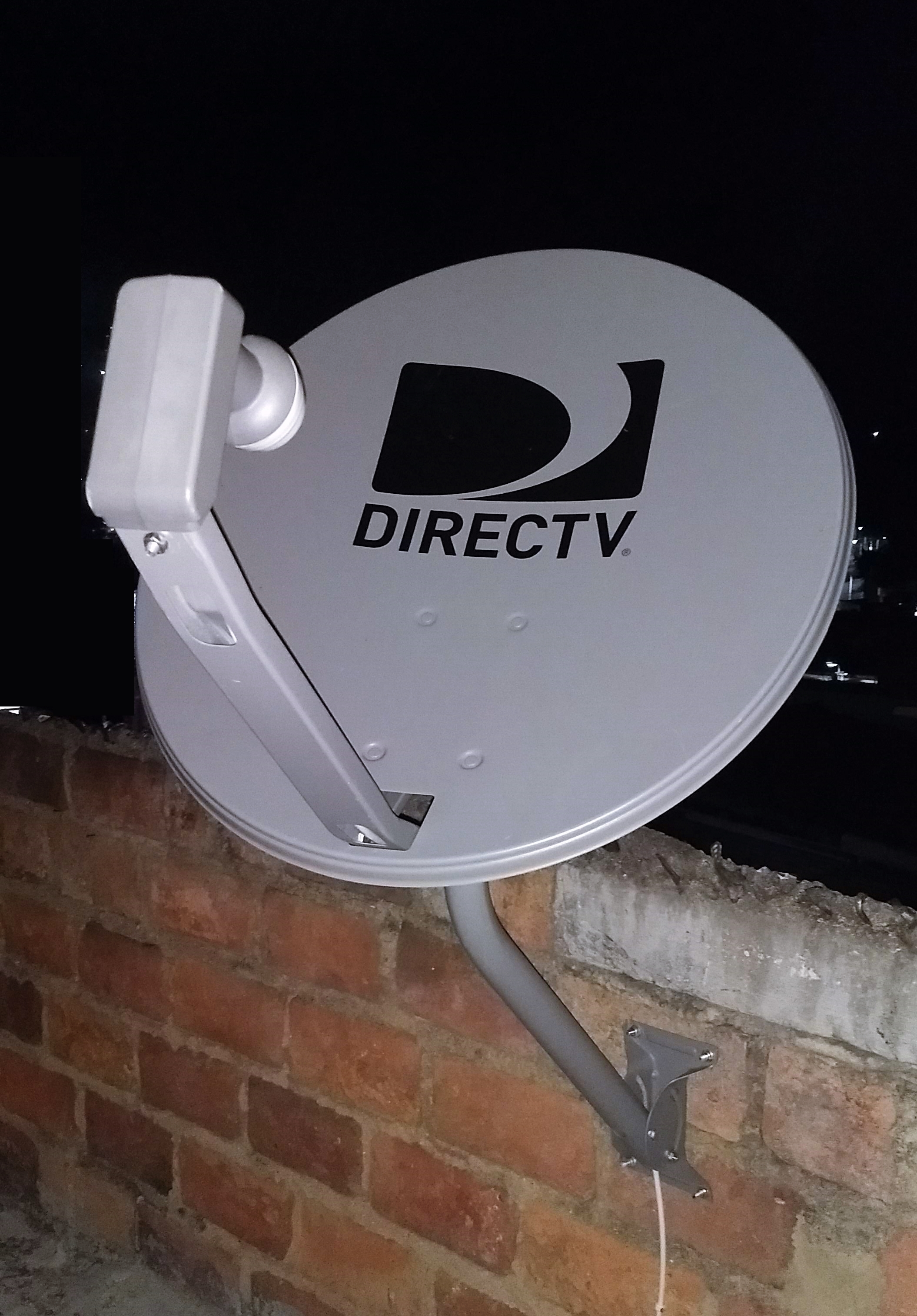

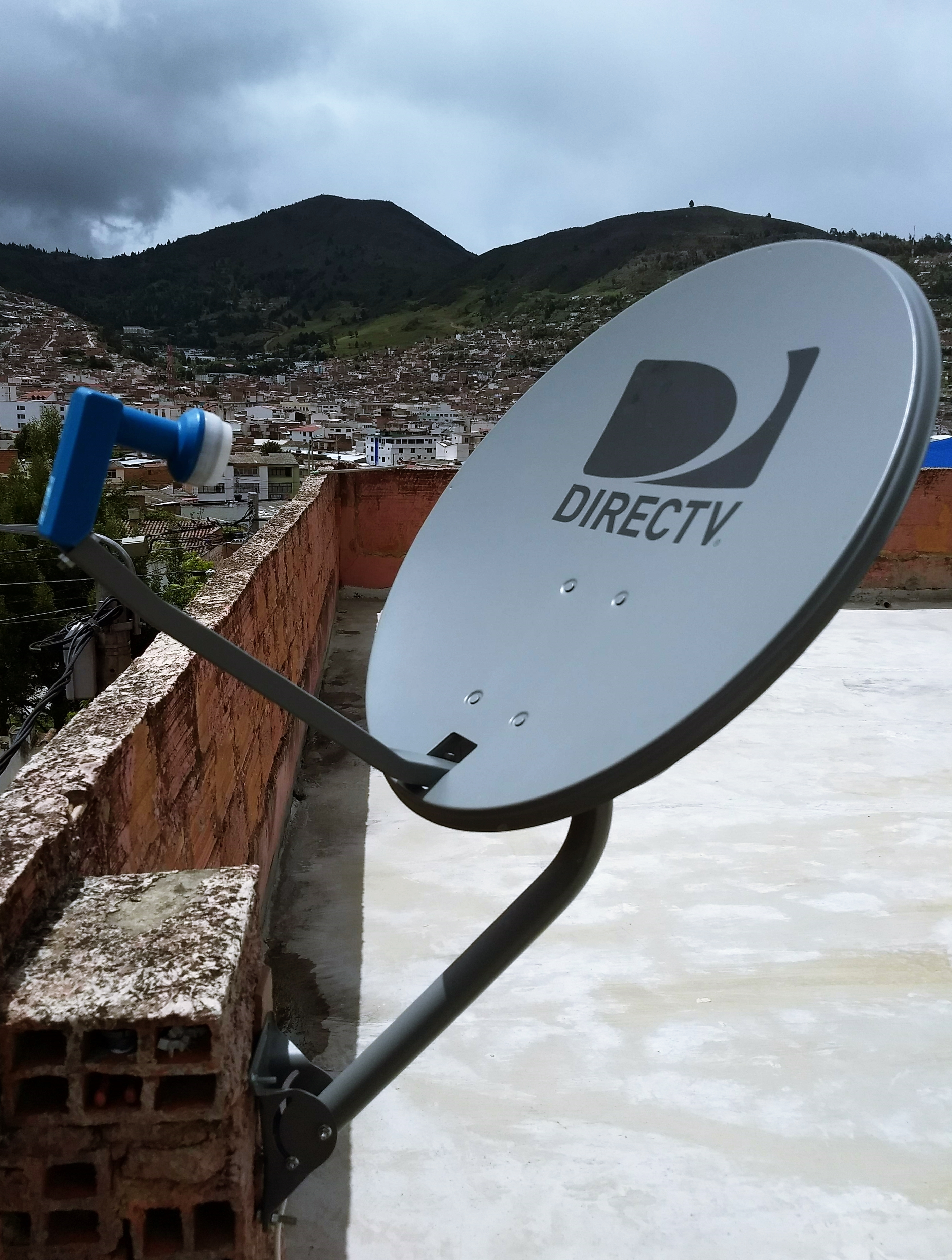

Aux États-Unis, DirecTV Group édite le bouquet de télévision par satellite DirecTV qui compte, en 2007, 16,8 millions d'abonnés.
En Amérique Latine, via sa filiale DirecTV Latin America, il diffuse ses services à 10 millions d'abonnés [NexTV Latam 06/2011] principalement au Venezuela, en Argentine, au Chili, en Colombie, à Porto Rico, au Mexique et au Brésil.